# Homoneura psammophila
Homoneura psammophila är en tvåvingeart som beskrevs av Miller 1977. Homoneura psammophila ingår i släktet Homoneura och familjen lövflugor. Inga underarter finns listade i Catalogue of Life.